# Yousaf Sohan
Yousaf Sohan (* 2. September 1958 in Layyah) ist ein pakistanischer römisch-katholischer Geistlicher und Bischof von Multan.

## Leben
Yousaf Sohan besuchte das Kleine Seminar St. Mary in Lahore. Anschließend studierte Sohan Philosophie und Katholische Theologie am Priesterseminar Christ the King in Karatschi. Am 3. Juli 1985 empfing er das Sakrament der Priesterweihe für das Bistum Multan.
Sohan war zunächst als Pfarrvikar an der Kathedrale Holy Redeemer in Multan tätig, bevor er 1986 Pfarrvikar der Pfarrei Holy Eucharist in Mian Channu und Verantwortlicher für das Internat der La Salle School wurde. Von 1990 bis 1991 war er Pfarrvikar der Pfarrei St. Joseph the Worker in Khanewal. 1991 wurde Yousaf Sohan für weiterführende Studien im Fach Biblische Theologie nach Rom an die Päpstliche Universität Urbaniana entsandt. Bereits im Folgejahr kehrte er wieder in seine Heimat zurück und wurde Pfarrer der Pfarrei St. Peter in Vehari. Später wirkte Sohan als Pfarrer der Pfarreien St. Joseph in Fatehpur (2001–2002), St. Joseph the Worker in Khanewal (2002–2011), Our Lady of Loreto in Multan (2011–2014) sowie der Kathedrale Holy Redeemer in Multan (2014–2016) und der Pfarrei Holy Cross in Rahimyar Khan (2016–2018). Ab 2018 war er erneut Pfarrer der Kathedrale Holy Redeemer in Multan.
Neben seiner Tätigkeit in der Pfarrseelsorge war Yousaf Sohan ab 2002 Generalvikar des Bistums Multan. Zudem unterrichtete er ab 2018 am Kleinen Seminar St. Joseph in Multan. Darüber hinaus fungierte er als Verantwortlicher für die Berufungspastoral, als Diözesanjugendseelsorger, als Diözesancaritasdirektor sowie als Direktor der Diözesankommissionen für die Katechese, die Bibelpastoral, die Immobilien und für Gerechtigkeit und Frieden. Außerdem gehörte er dem nationalen marianischen Komitee an.
Am 9. Dezember 2022 ernannte ihn Papst Franziskus zum Bischof von Multan. Der Apostolische Nuntius in Pakistan, Erzbischof Christophe Zakhia El-Kassis, spendete ihm am 2. Februar 2023 vor der Kathedrale Holy Redeemer in Multan die Bischofsweihe; Mitkonsekratoren waren der Erzbischof von Lahore, Sebastian Francis Shah OFM, und der Erzbischof von Karatschi, Benny Mario Travas.
Papst Leo XIV. ernannte ihn am 3. Juli 2025 zum Mitglied des Dikasteriums für den Interreligiösen Dialog.